# Red Talentia
La Red Talentia es una plataforma asociativa impulsada por la Diputación Foral de Vizcaya para la colaboración profesional de distintas entidades.
Fue creada en el año 2013 por el Departamento de promoción económica de la Diputación Foral de Vizcaya, departamento que en aquel momento dirigía Imanol Pradales, y ampliada en el año 2015 con distintos convenios de colaboración con las universidades vascas (Universidad de Deusto, Universidad del País Vasco, Universidad de Mondragón) empresas y otros entes.
Fue creada en el año 2013 como objetivo de retener a los estudiantes, y hacer frente a la denominada "fuga de cerebros" que en aquel momento era más grande que nunca, por lo que se constituyó como una herramienta de colaboración académico-profesional.

## Historia
En el año 2013, la Diputación Foral de Vizcaya creó la Red Talentia, como un punto de encuentro y trabajo par  jóvenes estudiantes y futuros profesionales. El objetivo de este proyecto era "potenciar las cualidades de jóvenes virtuosos del territorio y que, con ellos, crezca también Bizkaia". En 2013, la red contaba con 500 miembros, jóvenes estudiantes que habían tomado parte en las cuatro ediciones del "Programa Talentia" y de "Talent pro Bizkaia". El primer encuentro se realizó en el auditorio del Bilbao Exhibition Centre (BEC), en el que más de un centenar de miembros de la red acudió al auditorio de BEC para trazar, debatir e imaginar el presente y el futuro del territorio vizcaíno. En él participaron el diputado General José Luis Bilbao y el diputado de Promoción Económica Imanol Pradales.
La red se fue completando con los estudiantes y participantes de los programas "Talentia Skills", "Programa Talentia" y "Talentia Challenge". De este modo, la agencia Bizkaia Talent selecciona a los estudiantes con el mejor expediente académico universitario y trayectoria (en cada grado universitario) para la realización del Programa Talentia y una vez realizado pasan a integrar la Red Talentia. Además, aquellos estudiantes que habían sido admitido en alguno de los programas de becas de Bizkaia Talent también pasan a integrar la red. Con todo ello, se fue formando la red profesional Talentia, como punto de encuentro y trabajo profesional.
El objetivo de la red es la gestión del talento profesional y la retención de los profesionales altamente cualificados. En especial, en el año 2013, la denominada "fuga de cerebros" era más grande que nunca, por lo que esta red se constituyó como una herramienta para que el talento se quedase en casa. Dentro de la red, a los estudiantes seleccionados se les ofrece formación, vinculación, encuentros empresariales, un programa de becas, tutores profesionales, ...
Cuando fue creada en 2013, la red talentia tenía apenas 500 miembros. En 2019, la red contaba con 1.500 miembros. A 31 de diciembre de 2021, la red tenía 2.100 miembros. Todos ellos profesionales altamente cualificados y con una excelente trayectoria profesional en sus respectivos ámbitos. Todos ellos estudiantes seleccionados por Bizkaia Talent y que habían participado en alguno de los programas Talentia.
En el año 2015, la Diputación Foral de Vizcaya en colaboración con la agencia pública de captación de talento Bizkaia Talent expandieron la red a nivel internacional. La iniciativa buscaba destacar el talento profesional por todo el mundo y que los profesionales altamente cualificados con vínculos con Vizcaya y con Euskadi no perdiesen el contacto con el territorio. Tal como declaró el diputado General Unai Rementeria: "una red formada por capital humano presente en lugares inimaginables: en la ONU, en el Banco Mundial, en multinacionales líderes...". El objetivo de este proyecto de 2015 es conectar profesionales internacionales que tengan algún vínculo con Vizcaya y con el País Vasco, y que están alrededor del mundo, creando así una gran red de profesionales altamente cualificados por todo el mundo. Esta red, además, se suma a la Red Talentia, formando así una gran red profesional.